# Stolephorus pacificus
Stolephorus pacificus är en fiskart som beskrevs av Baldwin, 1984. Stolephorus pacificus ingår i släktet Stolephorus och familjen Engraulidae. Inga underarter finns listade i Catalogue of Life.